# Pianello Val Tidone
Pianello Val Tidone – miejscowość i gmina we Włoszech, w regionie Emilia-Romania, w prowincji Piacenza.
Według danych na rok 2004 gminę zamieszkiwało 2207 osób, 61,3 os./km².